# Alexandru Borza
Alexandru Borza (Gyulafehérvár, 1887. május 21. – Kolozsvár, 1971. szeptember 3.) román botanikus, görögkatolikus szerzetes.

## Élete
Apja Ignat Borza a magyar hadsereg altisztje volt. A család a Kolozs megyei Berkes faluból származik, amelyet a család tiszteletére utóbb Borzești-nek neveztek el. Később a szülők Tordára költöztek.
A balázsfalvi görögkatolikus szeminárium elvégzése után a budapesti tudományegyetemen folytatott tanulmányokat. Ezt követően a balázsfalvi fiúgiumnáziumban tanított, majd a kolozsvári egyetemre nevezték ki a botanika tanárának, később a növényrendszertani tanszék vezetőjének. 1919-ben ő jelentette be, hogy a román Kormányzótanács nevében az egyetem Állattani Intézetét, a Szövet- és Fejlődéstani Intézetet, illetve az Erdélyi Múzeum-Egylet Állattárát, figyelmen kívül hagyva, hogy az Állattár nem állami, hanem magántulajdon volt. Kormánybiztosként ő képviselte a román államot az Erdélyi Múzeum-Egyesület további sorsáról és vagyonáról folytatott tárgyalásokon.
1923-ban kialakította a kolozsvári botanikus kertet a jelenlegi formájában. (Ma a botanikus kert az ő nevét viseli). 1935-ben ő kezdeményezésére jött létre a Retyezát Nemzeti Park is; a parkban a Pietrele-menedékház mellett szobrot állítottak neki. Egyike volt a román cserkészmozgalom elindítóinak. A két világháború között ő volt a Görögkatolikus Román Egyesület elnöke, ezért a kommunista hatóságok 1948-ban a román görögkatolikus egyház  megszüntetésekor letartóztatták.
Tagja volt az Erdélyi Múzeum-Egyesületnek. 1925 decemberében javasolta, hogy 85 román egyetemi és főiskolai tanár adja be felvételi kérését.
1990-ben a Román Akadémia posztumusz tagjává választották.

## Művei
- Flora și vegetația Văii Sebeșului, Editura Academiei, Bukarest, 1959
- Introducere în studiul covorului vegetal, Nicolae Boscaiuval közösen, Editura Academiei, Bukarest, 1965
- Dicționar etnobotanic, Editura Academiei, Bukarest, 1968
- Amintirile turistice ale unui naturalist călător pe trei continente, Editura Sport-Turism, Bukarest, 1987

## Fordítás
- Ez a szócikk részben vagy egészben az Alexandru Borza című román Wikipédia-szócikk ezen változatának fordításán alapul.  Az eredeti cikk szerkesztőit annak laptörténete sorolja fel. Ez a jelzés csupán a megfogalmazás eredetét és a szerzői jogokat jelzi, nem szolgál a cikkben szereplő információk forrásmegjelöléseként.